# Giovanni Tonoli
Giovanni Tonoli (Tignale, 11 marzo 1809 – Brescia, 6 luglio 1889) è stato un organaro italiano.

## Biografia
Era figlio di Giovanni e di Argispina Silvestri.
La sua attività di organaro iniziò nel 1825, sotto la guida del frate cappuccino bergamasco Domenico Damiani, a sua volta allievo dei Serassi, dal quale erediterà la bottega nel 1838. Realizzò il suo primo organo per la chiesa di Prabione, frazione di Tignale. Nel 1847 si trasferì a Brescia, dove aprì un laboratorio per la costruzione di organi. Sposò nel 1854 Santina Speri, sorella del patriota Tito Speri, uno dei Martiri di Belfiore, dalla quale ebbe un figlio Tito, nato nel 1855. Dal 1881 lasciò gradualmente l'attività nelle mani del figlio.
Morì a Brescia nel 1889.

## Organi (elenco parziale)

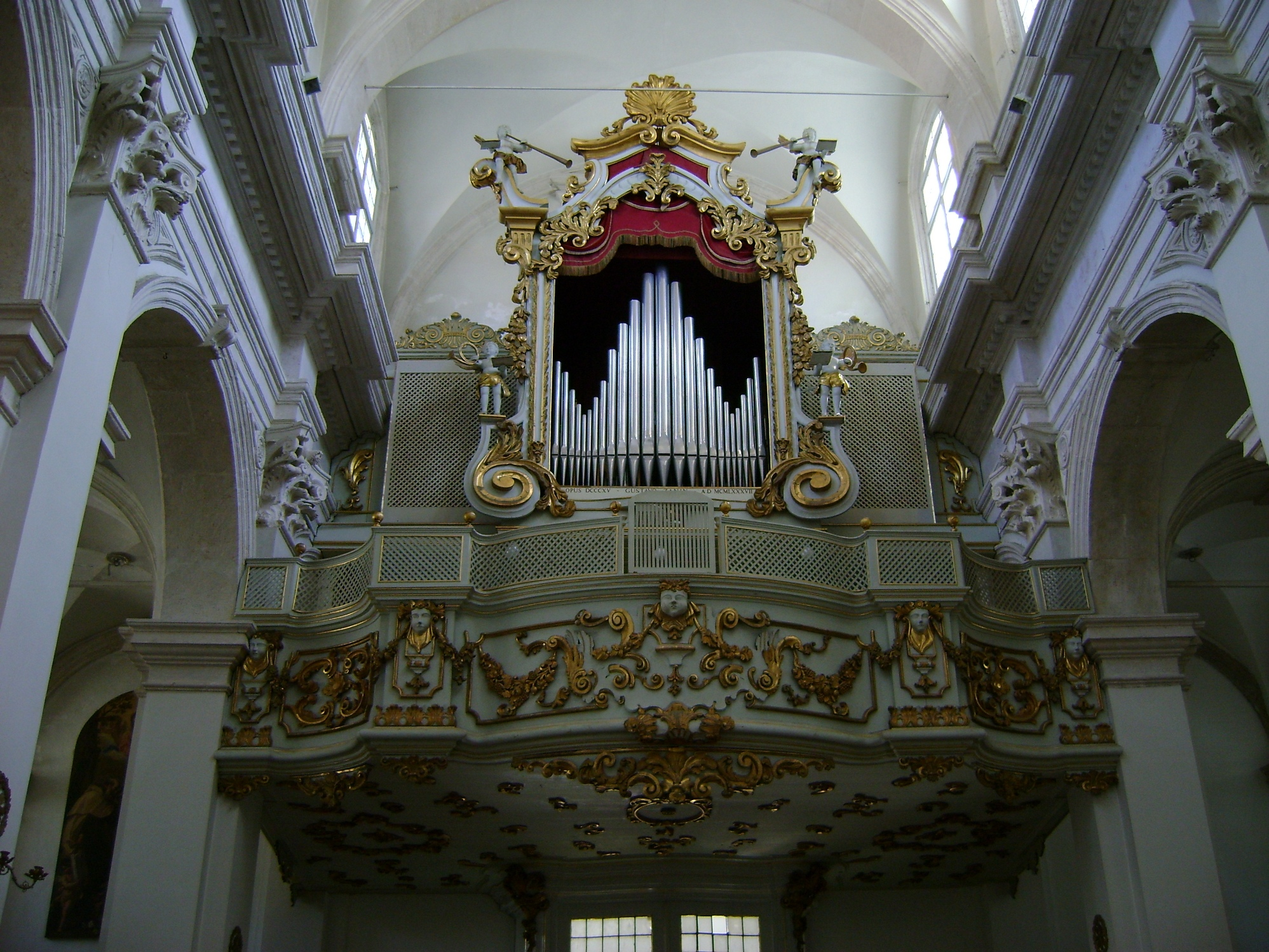
L'organo della Cattedrale dell'Assunzione di Maria (Ragusa, Croazia), 1880.

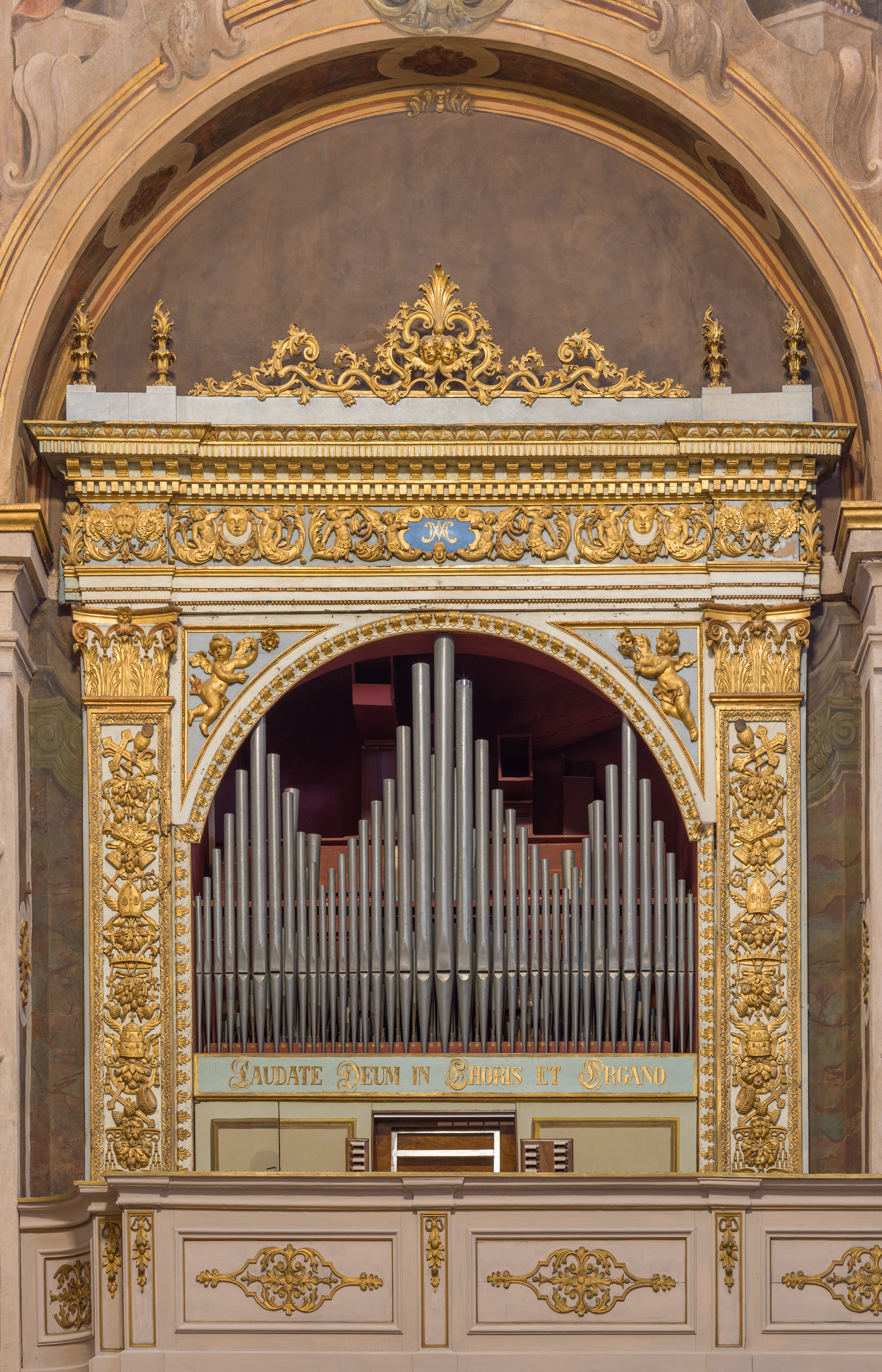
Organo Tonioli in Santa Maria della Carità a Brescia

Durante la sua attività costruì 167 strumenti, molti dei quali collocati all'estero:
- Chiesa di San Zenone, Prabione di Tignale (1838)
- Chiesa del Suffragio, Rovereto (1838)
- Cattedrale dell'Assunzione di Maria, Ragusa, Croazia
- Chiesa di Santa Maria in Calchera, Brescia (1840)
- Chiesa della Madonna di Loreto, Rovereto (1844)
- Chiesa di Santa Maria in Silva, Brescia (1850)[1]
- Duomo nuovo, Brescia (1855)
- Chiesa di San Barnaba, Saguedo, fraz. di Lendinara (1858)
- Cattedrale di San Giusto, Trieste (1860)
- Chiesa Parrocchiale del Santissimo Nome di Maria, Poggio Rusco (1861)
- Chiesa dei S.S. Ermacora e Fortunato, Trieste (1862 - con alcuni registri di F. Dacci 1780).
- Chiesa di San Lorenzo, Brescia (opera parziale, 1862)
- Chiesa di Santa Maria Maddalena, Basovizza (1868)[2]
- Chiesa di San Silvestro, Brescia (1871-1872)
- Chiesa parrocchiale, Dorga di Castione della Presolana (1874)[3]
- Chiesa di Santa Maria della Carità, Brescia (1877-1878)[4]
- Santuario di Santa Maria delle Grazie, Brescia (1880)
- Cattedrale dell'Assunzione di Maria, Ragusa, Croazia (1880)
- Chiesa della Trasfigurazione di Nostro Signore e Sacro Cuore di Gesù, Leno (1882)
- Chiesa di Sant'Alessandro, Brescia (1884)[5]
- Chiesa di San Giorgio, Brescia
- Chiesa dei Santi Cosma e Damiano, Brescia
- Chiesa di Santo Stefano Protomartire, Rogno (1875)
- Duomo, Vercelli (1882)
- Chiesa parrocchiale, Coccaglio (1882)[6]
- Chiesa di San Martino, Porzano (opera attribuita[7])